# Longitudine (saggio)
Longitudine è un saggio della scrittrice statunitense Dava Sobel.
Anche in passato la latitudine in mare poteva essere calcolata abbastanza facilmente; ma la longitudine sembrava impraticabile. Questo libro narra la storia di una lotta titanica per trovare un sistema per calcolare la longitudine. Il problema era assai grave per la navigazione d'altura, allora del tutto incerta e rischiosa e, come è facile aspettarsi, questa situazione di incertezza e di pericolosità era particolarmente sofferta dagli inglesi che allora dominavano i mari. Nel 1714 il Parlamento inglese con il Longitude Act diede vita ad un'apposita Commissione per la longitudine con il compito di assegnare un enorme premio a chiunque fosse stato in grado di inventare un metodo sicuro ed affidabile per calcolare la misura della longitudine.
L'autrice spiega come il problema venne affrontato da partiti contrapposti: quello degli astronomi, che per calcolare la longitudine utilizzavano la posizione delle stelle fisse rispetto alla luna, elencate in una serie di tavole numeriche, e quello di John Harrison, un orologiaio autodidatta che passò la sua vita a costruire cinque diversi modelli di orologio, sempre più precisi. Infatti, un orologio sincronizzato esattamente con l'ora di un certo luogo di cui è nota la longitudine, permette automaticamente di calcolare la longitudine di qualsiasi altro luogo: basta misurare la posizione del sole a mezzogiorno. Harrison fu sempre piuttosto inviso all'establishment, nonostante i suoi modelli sbagliassero solo di qualche secondo in tre mesi di viaggio in mare e non ottenne mai tutto il premio meritato, ma soltanto una parte.
La determinazione della longitudine in pratica è la misurazione dell'angolo orario, che può essere indifferentemente eseguita con il cronometro marino, con le distanze lunari, le eclissi delle lune di Giove e altri metodi. Dopo avere misurato il tempo, i calcoli per la determinazione della posizione sono gli stessi, per esempio con la retta d'altezza. Furono premiati dalla Commissione (anche se con molto ritardo e solo parzialmente) sia Harrison per il suo cronometro, che Nevil Maskelyne, direttore dell'Osservatorio di Greenwich, per le sue effemeridi lunari: entrambi i metodi garantivano la stessa precisione. Fino all'avvento della trasmissione radio di segnali orari, si usavano contemporaneamente i due sistemi: con le distanze lunari si controllavano gli eventuali errori dei cronometri.

## Edizioni
- Dava Sobel, Longitudine, traduzione di Gianna Lonza e Olivia Crosio, collana BUR Saggi, Rizzoli, 1996,  p. 155, ISBN 88-17-11290-9.